# Advanced Power Reactor 1400
Der Advanced Power Reactor 1400 (APR-1400) ist ein südkoreanischer Druckwasserreaktortyp, der den vormaligen Standardtyp OPR-1000 ersetzt. Der Reaktor ist auf eine thermische Leistung von 4000 MW bei einer elektrischen Leistung von 1455 MW ausgelegt (Wirkungsgrad von 36 %). Er gilt als fortgeschrittener KKW-Typ der Generation III.
Der APR-1400 ist nicht zu verwechseln mit dem Westinghouse Electric Company AP1000 Reaktor.

## Entwicklung
Der APR-1400 basiert auf dem amerikanischen Design System 80 von Combustion Engineering. Der Entwurfsprozess begann 1992/94 als Korean Next Generation Reactor bei der Korea Hydro & Nuclear Power.

## Technische Merkmale
Der Reaktorkern besteht aus 241 Brennelementen, 93 Steuerstäben und 61 Messstäben. Der Brennstoff (Urandioxid) ist auf durchschnittlich 2,6 % angereichert. Bis zu 30 % des Kerns können auch mit MOX-Brennelementen beladen werden. Der Abbrand beträgt bis zu 55 GWd/t Brennstoff. Die APR-1400-Reaktoren sind für eine Laufzeit von 60 Jahren ausgelegt.
Die beiden Kühlkreisläufe sind redundant ausgelegt. Die Dampferzeuger mit je 13.102 Röhren bestehen aus der Superlegierung Inconel 690 und beinhalten Speisewasservorwärmer. Der APR-1400 verfügt nicht über einen Core-Catcher.

## Standorte
Derzeit sind in Südkorea zwei Blöcke dieses Typs beim Kernkraftwerk Kori in Betrieb und zwei zusätzliche Blöcke (Shin-Kori 5 und 6) in Bau. Beim Kernkraftwerk Hanul sind zwei Blöcke in Betrieb (Shin-Hanul-1 und Shin-Hanul-2). Die Planung zweier weiterer Blöcke (Shin-Hanul-3 und Shin-Hanul-4) wurde 2017 ausgesetzt und 2024 wieder aufgenommen; die Baugenehmigung wurde im September 2024 erteilt und der Baubeginn des Reaktors von Shin-Hanul-3 war der 28. Mai 2025.
In den Vereinigten Arabischen Emiraten wurden ab 2012 weitere 4 Blöcke als Kernkraftwerk Barakah errichtet, die zwischen April 2021 und März 2024 in Betrieb gingen.
Im April 2022 machte Korea Hydro and Nuclear Power Polen ein Angebot zum Bau von sechs APR-1400, die ab 2033 in Betrieb gehen sollen. Im Oktober 2022 wurde eine Absichtserklärung für den Bau eines Kernkraftwerks in Pątnów (Konin) unterzeichnet. Kurz zuvor reichte Westinghouse vor einem US-Gericht Klage gegen KHNP und KEPCO ein und argumentierte, dass der Export des APR-1400 nur mit dem Einverständnis von Westinghouse stattfinden dürfe.